# Родригес, Кауан
Кауан Родригес да Силва (порт.-браз. Kauan Rodrigues da Silva; более известен как Кауан (порт.-браз. Kauan); род. 16 апреля 2005, Кашиас, Мараньян) — бразильский футболист, полузащитник клуба «Форталеза».

## Клубная карьера
Кауан — воспитанник клуба «Гояс». 5 февраля 2023 года в матче Лиги Гояно против «Гремио Анаполис» он дебютировал за основной состав. 8 февраля в поединке против «Гоянезии» игрок забил свой первый гол за «Гояс». Летом того же года Кауан перешёл в «Форталезу». 29 июля в матче против «Ред Булл Брагантино» он дебютировал в бразильской Серии A. 17 февраля 2024 года в поединке Лиги Сеаренсе «Сеары» игрок забил свой первый гол за «Форталезу».

## Достижения
«Форталеза»
- Обладатель Кубка Нордесте: 2024

Сборная Бразилии
- Чемпион молодёжного чемпионата Южной Америки: 2025